# BCG-1 sorozat
A BKG–1 sorozat kínai gyártású, 25 kV 50 Hz váltakozó áramú, Bo'Bo'+Bo'Bo' tengelyelrendezésű kétszekciós tehervonati villamosmozdony-sorozat. Megegyezik a China Railways HXD2 sorozatával.
A CNR tatungi gyárában a terveknek megfelelően 2011. decemberben legördült a gyártósorról az utolsó BKG–1 típusú villamos mozdony abból a tizenkettőből, melyet a Fehéroroszországi Vasút számára készítettek. A mozdonyok széles nyomtávolságúak, 9,6 MW-os teljesítményűek, 25 kV 50 Hz AC áramrendszerű kétszekciós mozdonyok, melyek a kínai piacra készült HXD2 sorozat exportváltozata.
A BKG–1 mozdonyokat 2010 októberében 700 millió jüan értékben rendelték meg a fehéroroszok.